# Kurtis Kraft
Kurtis Kraft est un constructeur américain de voitures de course. Fondée par Frank Kurtis en 1938, cette marque débute par la construction de midget cars (petites voitures de course monoplaces) puis passe à la réalisation de voitures de sport et de monoplaces Indycar à la fin des années 1940. Ce constructeur remporte cinq fois les 500 miles d'Indianapolis entre 1950 et 1955.

## Résultats en championnat du monde de Formule 1

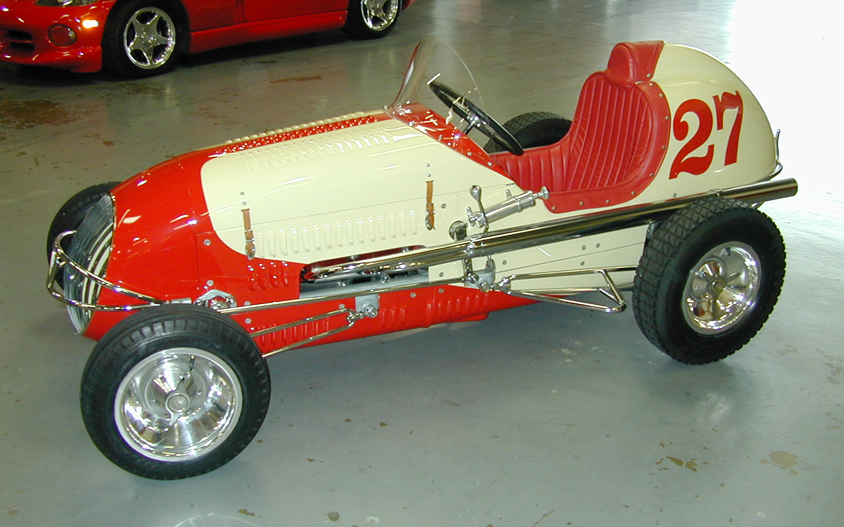
Une Kurtis Kraft Midget

| Saison | Écurie           | Châssis             | Moteur      | Pneus     | Pilotes     | Grands Prix disputés      | Points inscrits | Classement |
| ------ | ---------------- | ------------------- | ----------- | --------- | ----------- | ------------------------- | --------------- | ---------- |
| 1959   | Leader Cards Inc | Kurtis Kraft Midget | Offenhauser | Firestone | Rodger Ward | Grand Prix des États-Unis | 0               | Non classé |